# Tuntex Sky Tower
El Tuntex Sky Tower (o T&C Tower) es un rascacielos de 85 pisos ubicado en el distrito de Lingya, Kaohsiung, Taiwán. Su estructura tiene una altura de 378,0 metros, pero considerando la antena llega a los 378 metros.
El edificio, construido entre 1994 y 1997, es el más alto en Kaohsiung, y fue el más alto en Taiwán hasta que se finalizó el Taipei 101. A su vez, al completarse el Tuntex Sky Tower, este reemplazó a la Shin Kong Life Tower, de 244,2 metros de altura, como el edificio más alto de Taiwán.
Fue diseñado por C. Y. Lee & Partners y Hellmuth, Obata & Kassabaum. John W. Milton fue el director del proyecto en representación de la Turner International Inc., una subsidiaria de Turner Construction.

## Galería

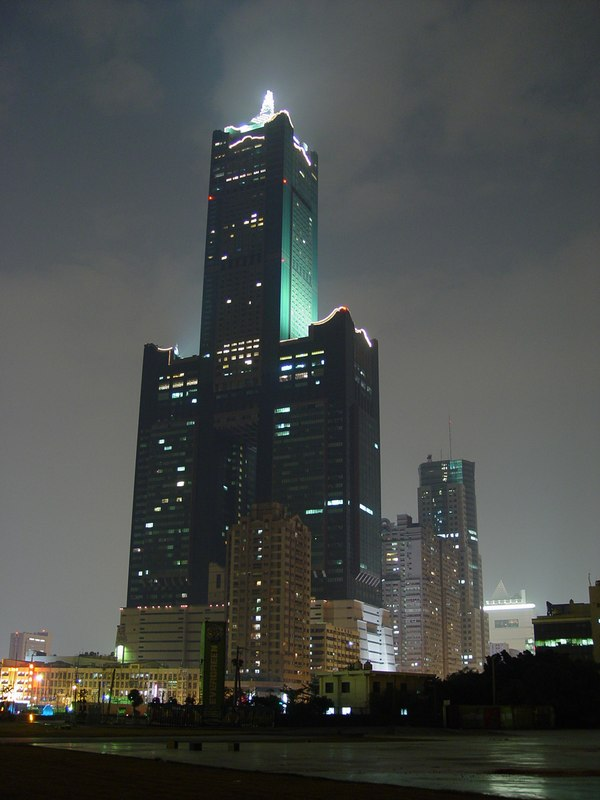
Vista del Tuntex Sky Tower de noche
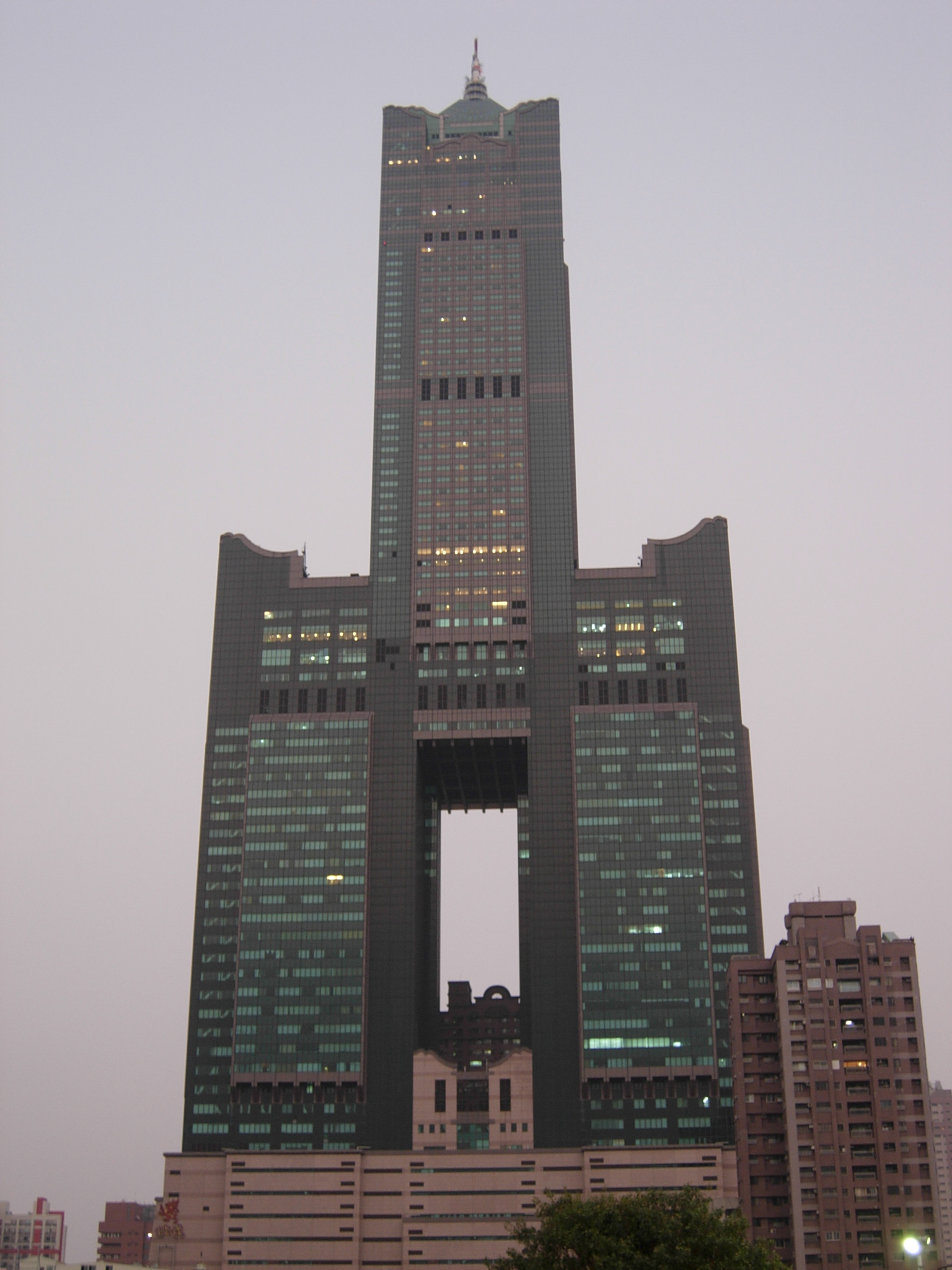
Vista frontal del edificio